# Robert Mearns Yerkes
Robert Mearns Yerkes (26 de mayo de 1876 – 3 de febrero de 1956) fue un psicólogo, etólogo y primatólogo estadounidense conocido por sus trabajos en el campo de los test de inteligencia y en psicología comparada. Yerkes fue un pionero en el estudio comparativo de la inteligencia de humanos y primates, y el comportamiento social de gorilas y chimpancés. Junto a John D. Dodson, desarrolló la Ley de Yerkes-Dodson.

## Estudios e inicio de su carrera
Robert Yerkes nació en Breadysville, Pennsylvania, cerca de Ivyland. Creció en una granja donde desarrolló la vocación por la medicina. Con la ayuda financiera de un tío asistió al Ursinus College entre 1892 y 1897. Luego de su graduación recibió una oferta de la Universidad de Harvard para hacer trabajos de biología. Entre el trabajo de médico en Filadelfia o ir a Harvard, eligió esto último. 
En Harvard Yerkes se interesó en el comportamiento animal a tal punto que abandonó toda práctica médica para dedicarse a la psicología comparada. En 1902 obtuvo su doctorado en psicología.
Sus inicios se vieron muy influenciados por las deudas en que debió incurrir para pagar sus estudios. Luego de su graduación en Harvard, se empleó como instructor y asistente de cátedra de psicología comparada, y complementó sus ingresos durante los veranos de muchos años enseñando psicología general en el Colegio Radcliffe. Desarrolló además otro trabajo complementario como director de investigación sicológica en el Boston Psychopathic Hospital.
En 1907 Yerkes publicó su primer libro «The Dancing Mouse». Entre sus amigos de esta época estaba el futuro estudioso del comportamiento John Watson, con quien colaboró e intercambió ideas.

## Tests de inteligencia
En 1917 Yerkes actuó como presidente de la Asociación de Psicología Norteamericana, que bajo su dirección inició varios programas dedicados al esfuerzo bélico durante la Primera Guerra Mundial. Como jefe del comité de exámenes psicológicos de reclutamiento, desarrolló los tests de inteligencia Alfa y Beta, el segundo de ellos de tipo no verbal, que se aplicó a más de un millón de soldados durante la guerra. 
El test finalmente permitió la conclusión de que los inmigrantes recientes, especialmente aquellos de sur y este de Europa puntuaban considerablemente menos que las primeras olas inmigratorias del norte de Europa, y se utilizó como una de las causas eugenésicas para incrementar las restricciones inmigratorias. Los resultados luego fueron muy criticados, porque claramente medían el grado de cultura adquirida, ya que se relacionan directamente con los años de estadía en los Estados Unidos.

## Consejo nacional de investigaciones
Inmediatamente después de la Primera Guerra Mundial trabajó como empleado del Concejo Nacional de Investigación de los Estados Unidos, donde condujo investigaciones relativas a la problemática sexual. Sus investigaciones le permitieron establecer relaciones con miembros de la Fundación Rockefeller, útiles más tarde para obtener fondos para su proyecto sobre los chimpancés.

## Pionero de la primatología
Yerkes tenía una larga historia de fascinación con los chimpancés. Pasó tiempo observándolos en Cuba en la colonia de Madame Abreu a principios de la década de 1920, y volvió del viaje decidido a observar a los primates en su hábitat natural. Comenzó adquiriendo dos ejemplares, Chim y Panzee a un zoológico. Los llevó a su casa, donde dormían en un dormitorio y comían con cubiertos en una pequeña mesa. Chim resultó especialmente maravilloso para Yerkes, y un verano que el mono y Yerkes pasaron juntos fue inmortalizado en su libro «Casi humano».
En 1924 Yerkes fue designado profesor de psicobiología, un campo en el que era pionero, en la Universidad de Yale. Fundó el Laboratorio Yale de biología de primates en New Haven, y luego la Estación de cría y experimentación de antropoides en Orange Park, Florida, con fondos de la Fundación Rockefeller.

## Publicaciones
- 1907. The Dancing Mouse, A Study in Animal Behavior
- 1911. Introduction to Psychology
- 1911. Methods of Studying Vision in Animals (con John B. Watson)
- 1914. Outline of a Study of the Self
- 1915. A Point Scale for Measuring Mental Ability
- 1916. The mental life of monkeys and apes
- 1917a. The Binet version versus the point scale method of measuring intelligence. Journal of Applied Psychology 1, 111-122
- 1917b. How may we discover the children who need special care. Mental Hygiene 1, 252-259
- 1920. Army mental test (mit C. Yoakum)
- 1921. Psychological examining in the United States Army Memoirs of the National Academy of Sciences, Bd. 15 (Herausgeber)
- 1925. Almost human. The Century Co., New York
- 1925. Chimpanzee intelligence and its vocal expressions (mit B. Learned)
- 1927. The mind of a gorilla
- 1929. The great apes (mit Ada Watterson Yerkes)
- 1932. Yale Laboratories of Comparative Psychobiology. Baltimore: Johns Hopkins Press
- 1941. Man power and military effectiveness: the case for human engineering. J. of Consulting Psychology 5, 205-209
- 1943. Chimpanzees: A laboratory colony